# Salix heteromera
Salix heteromera är en videväxtart som beskrevs av Hand.-mazz.. Salix heteromera ingår i släktet viden, och familjen videväxter. Inga underarter finns listade i Catalogue of Life.